# Libralakt
Libralakte ist die zusammenfassende Bezeichnung einer Gruppe von Rechtsgeschäften des römischen Rechts. Bedeutende Libralakte sind die mancipatio, mit der Erwerbsgeschäfte absolviert wurden, das nexum, das zur Übernahme rechtsgeschäftlicher Haftung diente, und die solutio, mit der Gewaltunterworfene aus der väterlichen Gewalt oder Schuldner nach Kredittilgung aus ihrer Verbindlichkeit ausgelöst wurden. Besonders eigen ist ihnen der Ritual- und Symbolcharakter.
Die Charakteristika der Libralakte sind in den Quellen unterschiedlich gut belegt: sehr gut die der mancipatio, schlecht und Spekulationen eröffnend die des nexum. Die Wurzeln der Libralakte liegen im altrömischen Wirtschaftsrecht und reichen in die legendäre Königszeit zurück. Die erste kodifizierte Erwähnung findet sich im Zwölftafelgesetz (Tafel VI). Gemeinsam ist den Geschäften, dass sie durch Zuwägung mittels Kupfer und Waage (per aes et libram) ausgehandelt wurden. Da es zu der Zeit noch keinen gemünzten Geldkreislauf für den Zahlungsverkehr gab, wog der Wägemeister (libripens) dem Zahlungsempfänger in Form von Kupferbarrenstücken zu. Aber auch Ehen wurden durch Libralakt eingegangen.
In der nachklassischen Zeit ging die Bedeutung der Libralgeschäfte zurück, um unter Justinian aus dessen kompilierten Rechtsquellen vollends zu verschwinden.

## Prinzip
Libralakte dienten in der Frühphase des römischen Ordnungssystems der Eigentumsverschaffung im rechtsgeschäftlichen Verkehr. Dabei wurde die Rechtsform der Manzipation gewahrt. Dies galt für bedeutende Wirtschaftsgüter, die im Rahmen einer bauernstaatlichen Ordnung (geprägt von der familia) benötigt wurden, vornehmlich also landwirtschaftliche Flächen, Dienstbarkeiten und Produktionsmittel (res mancipi). Aber auch persönliche und vermögensrechtliche Übertritte in familien- und erbrechtlichen Angelegenheiten (Ehe, Testament) unterfielen in ihren frühen Formen dem System der Libralakte. Für den Wirtschaftsverkehr bedeutsam war zudem die Kreditierung von Anschaffungen, weshalb Darlehen aufgenommen werden mussten, was ehrenhafte Selbstverpfändungen auf den Plan rief und für die davon ausgegangen wird, dass sie ebenfalls manzipatorisch vollzogen wurden. Durch spiegelbildlichen Formalakt wurde ein Kreditschuldner aus seiner Verpflichtung wieder entlassen, sofern er seinen Kredit getilgt hatte.
Aus Gründen des Publizitätseffekts wurde das Barrengeld vor mindestens fünf Zeugen, sämtlich römische Bürger, sowie dem Wägemeister, der ebenfalls römischer Bürger zu sein hatte, zugewogen. In der vorklassischen Zeit stellten die Libralakte wahrscheinlich ein echtes Austauschgeschäft dar, doch wurden sie bereits frühzeitig dadurch formalisiert, dass an Stelle des eigentlich zu wiegenden Kaufpreises ein symbolisches Stück Kupfer getreten ist.

## Eherecht
Aufgrund seiner Stellung als Familienoberhaupt, hatte der pater familias besondere Gewalt über alle Familienangehörigen, eingeschlossen die Ehefrau (uxor). Neben weiteren Vorgehen zur Eheschließung erfolgte in der römischen Frühphase grundsätzlich so, dass eine Braut das Gewaltverhältnis ihres Vaters verließ und in den agnatischen Familienverband des zukünftigen Ehemannes wechselte (conventio in manum). Ausweislich der Quellen war Voraussetzung aber nicht, dass eine Frau zuvor gewaltunterworfen war, sie konnte durchaus gewaltfrei (sui iuris) sein, unterwarf sich durch die Heirat allerdings der Gewalt des Ehemanns und erhielt den vermögenslosen Status einer filia familias. Im Libralakt legte der zukünftige Ehemann einen symbolischen „Kaufpreis“ auf die Waage, der pater familias der Braut trat sodann seine Gewaltherrschaft (manus) an den Bräutigam ab. Diese sogenannte „Kaufehe“ war vermutlich in der frührömischen Zeit tatsächlich als Kauf vollzogen worden. Ältester Herkunft wird der zehnfach bezeugte und feierlich begangene eheliche Übertritt der Ehefrau im Rahmen der confarreatio gewesen sein. Gebräuchlicher wurde dann die coemptio, eine der Manzipation nachgebildete Übertrittsform, von deren echten Erscheinungsbild, also durch Ergreifung der Frau zur „Ehelichung“ (sogenannte „Raubehe“), teilweise ausgegangen wird. Somit gäbe es auch eine wissenschaftliche Erklärung für den sagenhaften Raub der Sabinerinnen.

## Erbrecht
Im (vor-)klassischen Recht war das Libraltestament (testamentum per aes et libram) die regelmäßige Form für letztwillige Verfügungen. Benötigt wurde ein Gewährsmann (familiae emptor), ein rituell eingeschalteter Mittler, an den das (gesamte) Vermögen kraft Manzipation übertragen wurde. Die letztwillige Anordnung, für deren Vollzug der Gewährsmann – vergleichbar einem Testamentsvollstrecker – Sorge zu tragen hatte, erklärte der Erblasser im Anschluss an den Akt (nuncupatio). Bereits zu Zeiten des Gaius spielte diese archaische Rechtsform längst nur noch eine untergeordnete Rolle. Einzelheiten und tatsächliche Bedeutung sind in der romanistischen Forschung umstritten, so etwa um seine Herkunft aus den Komitialtestamenten der Volksversammlungen. Später kamen Urkunden und formlose Absprachen in Gebrauch.